# البرشاء
البرشاء (به عربی: البرشاء) یک منطقهٔ مسکونی در امارات متحده عربی است که در دبی، امارات واقع شده‌است.